# Kosaku Takahashi
Kosaku Takahashi (japanisch 高橋 耕作; * 25. Juli 1945 in Akita) ist ein ehemaliger japanischer Radrennfahrer.

## Sportliche Laufbahn
Takahashi war im Bahnradsport aktiv. Er war Teilnehmer der Olympischen Sommerspiele 1964 in Tokio. In der Mannschaftsverfolgung gewann der japanische Vierer seinen Vorlauf. Die Zeit reichte jedoch nicht für eine Qualifikation zur nächsten Runde.